# Campeonato Europeo de Balonmano Masculino de 1998
El III Campeonato Europeo de Balonmano Masculino se celebró en Italia entre el 29 de mayo y el 7 de junio de 1998 bajo la organización de la Federación Europea de Balonmano (EHF) y la Federación Italiana de Balonmano.

## Sedes
| Ciudad  | Instalación | Capacidad |
| ------- | ----------- | --------- |
| Bolzano | Palaonda    | 7200      |
| Merano  | Meranarena  | 4000      |

## Grupos
| Grupo A    | Grupo B             |
| ---------- | ------------------- |
| Francia    | Croacia             |
| Yugoslavia | Hungría             |
| Alemania   | Rusia               |
| Lituania   | España              |
| Suecia     | República Checa     |
| Italia     | Macedonia del Norte |

## Fase de grupos
Los primeros dos de cada grupo disputan las semifinales.

### Grupo A
| Equipo     | J | G | E | P | GF  | GC  | DG  | PTS |
| ---------- | - | - | - | - | --- | --- | --- | --- |
| Suecia     | 5 | 4 | 0 | 1 | 130 | 111 | +19 | 8   |
| Alemania   | 5 | 4 | 0 | 1 | 125 | 102 | +23 | 8   |
| Yugoslavia | 5 | 3 | 0 | 2 | 125 | 121 | +4  | 6   |
| Francia    | 5 | 1 | 1 | 3 | 110 | 125 | -15 | 3   |
| Lituania   | 5 | 1 | 1 | 3 | 100 | 115 | -15 | 3   |
| Italia     | 5 | 1 | 0 | 4 | 106 | 122 | -16 | 2   |

| 29 / 05 / 1998 |         |            |
| Francia        | 20 – 20 | Lituania   |
| Alemania       | 20 – 21 | Suecia     |
| Yugoslavia     | 26 – 19 | Italia     |
| 30 / 05 / 1998 |         |            |
| Suecia         | 25 – 22 | Francia    |
| Lituania       | 22 – 30 | Yugoslavia |
| Italia         | 18 – 26 | Alemania   |
| 01 / 06 / 1998 |         |            |
| Lituania       | 21 – 27 | Suecia     |
| Yugoslavia     | 22 – 29 | Alemania   |
| Francia        | 23 – 22 | Italia     |
| 03 / 06 / 1998 |         |            |
| Yugoslavia     | 19 – 29 | Suecia     |
| Alemania       | 30 – 23 | Francia    |
| Italia         | 18 – 19 | Lituania   |
| 04 / 06 / 1998 |         |            |
| Francia        | 22 – 28 | Yugoslavia |
| Suecia         | 28 – 29 | Italia     |
| Alemania       | 20 – 18 | Lituania   |

### Grupo B
| Equipo              | J | G | E | P | GF  | GC  | DG  | PTS |
| ------------------- | - | - | - | - | --- | --- | --- | --- |
| España              | 5 | 4 | 1 | 0 | 135 | 103 | +32 | 9   |
| Rusia               | 5 | 3 | 1 | 1 | 127 | 110 | +17 | 7   |
| Hungría             | 5 | 3 | 0 | 2 | 121 | 122 | -1  | 6   |
| Croacia             | 5 | 2 | 1 | 2 | 117 | 120 | -3  | 5   |
| República Checa     | 5 | 1 | 0 | 4 | 130 | 132 | -2  | 2   |
| Macedonia del Norte | 5 | 0 | 1 | 4 | 104 | 147 | -43 | 1   |

| 29 / 05 / 1998      |         |                     |
| Hungría             | 29 – 20 | Macedonia del Norte |
| Rusia               | 22 – 21 | República Checa     |
| Croacia             | 18 – 18 | España              |
| 31 / 05 / 1998      |         |                     |
| República Checa     | 24 – 30 | Croacia             |
| Macedonia del Norte | 26 – 26 | Rusia               |
| España              | 27 – 17 | Hungría             |
| 01 / 06 / 1998      |         |                     |
| Croacia             | 28 – 21 | Macedonia del Norte |
| Hungría             | 20 – 23 | Rusia               |
| España              | 35 – 22 | República Checa     |
| 03 / 06 / 1998      |         |                     |
| Hungría             | 27 – 25 | República Checa     |
| Macedonia del Norte | 19 – 26 | España              |
| Rusia               | 29 – 14 | Croacia             |
| 04 / 06 / 1998      |         |                     |
| Rusia               | 27 – 29 | España              |
| Croacia             | 27 – 28 | Hungría             |
| República Checa     | 38 – 18 | Macedonia del Norte |

## Fase final
|  | Semifinales    | Semifinales    |    |                | Final          | Final |  |
|  |                |                |    |                |                |       |  |
|  |                |                |    |                |                |       |  |
|  | 06 / 06 / 1998 |                |    |                |                |       |  |
|  | España         | 29             |    |                |                |       |  |
|  | Alemania       | 22             |    |                |                |       |  |
|  |                |                |    |                |                |       |  |
|  |                |                |    |                | 07 / 06 / 1998 |       |  |
|  |                |                |    |                | España         | 23    |  |
|  |                | Suecia         | 25 |                |                |       |  |
|  |                |                |    |                |                |       |  |
|  |                |                |    |                |                |       |  |
|  |                |                |    |                | Tercer Puesto  |       |  |
|  | 06 / 06 / 1998 | 06 / 06 / 1998 |    | 07 / 06 / 1998 | 07 / 06 / 1998 |       |  |
|  | Suecia         | 27             |    | Rusia          | 28             |       |  |
|  | Rusia          | 24             |    |                | Alemania       | 30(1) |  |

- (1) - en tiempo extra

## Semifinales
| Fecha    | Partido | Partido | Partido  | Resultado |
| -------- | ------- | ------- | -------- | --------- |
| 06.06.98 | Suecia  | -       | Rusia    | 27-24     |
| 06.06.98 | España  | -       | Alemania | 29-22     |

## Undécimo lugar
| Fecha    | Partido | Partido | Partido             | Resultado |
| -------- | ------- | ------- | ------------------- | --------- |
| 06.06.98 | Italia  | -       | Macedonia del Norte | 27-26     |

## Noveno lugar
| Fecha    | Partido  | Partido | Partido         | Resultado |
| -------- | -------- | ------- | --------------- | --------- |
| 06.06.98 | Lituania | -       | República Checa | 38-36     |

## Séptimo lugar
| Fecha    | Partido | Partido | Partido | Resultado |
| -------- | ------- | ------- | ------- | --------- |
| 06.06.98 | Francia | -       | Croacia | 30-28     |

## Quinto lugar
| Fecha    | Partido    | Partido | Partido | Resultado |
| -------- | ---------- | ------- | ------- | --------- |
| 06.06.98 | Yugoslavia | -       | Hungría | 32-24     |

## Tercer lugar
| Fecha    | Partido  | Partido | Partido | Resultado |
| -------- | -------- | ------- | ------- | --------- |
| 07.06.98 | Alemania | -       | Rusia   | 30-28     |

## Final
| Fecha    | Partido | Partido | Partido | Resultado |
| -------- | ------- | ------- | ------- | --------- |
| 07.06.98 | España  | -       | Suecia  | 23-25     |

## Medallero
|        |        |          |
| Suecia | España | Alemania |

### Clasificación general
| 1. Suecia               |
| 2. España               |
| 3. Alemania             |
| 4. Rusia                |
| 5. Yugoslavia           |
| 6. Hungría              |
| 7. Francia              |
| 8. Croacia              |
| 9. Lituania             |
| 10. República Checa     |
| 11. Italia              |
| 12. Macedonia del Norte |

### Máximos goleadores
| N.º | Nombre             | Selección           | Goles |
| --- | ------------------ | ------------------- | ----- |
| 1   | Jan Filip          | República Checa     | 48    |
| 2   | Stefan Lövgren     | Suecia              | 41    |
| 2   | István Pásztor     | Hungría             | 41    |
| 2   | Daniel Stephan     | Alemania            | 41    |
| 5   | Stefan Kretzschmar | Alemania            | 39    |
| 6   | Rafael Guijosa     | España              | 38    |
| 7   | Patrik Ćavar       | Croacia             | 37    |
| 7   | Nenad Peruničić    | Serbia y Montenegro | 37    |
| 9   | Vaclav Elia        | República Checa     | 35    |
| 10  | Johan Petersson    | Suecia              | 34    |

### Equipo ideal
| Jugador            | País     | Puesto            |
| ------------------ | -------- | ----------------- |
| Peter Gentzel      | Suecia   | Portero           |
| Stefan Kretzschmar | Alemania | Extremo izquierdo |
| Daniel Stephan     | Alemania | Lateral izquierdo |
| Talant Dujshebaev  | España   | Central           |
| Sergei Pogorelov   | Rusia    | Lateral derecho   |
| Johan Petersson    | Suecia   | Extremo derecho   |
| Andréi Xepkin      | España   | Pivote            |

| Predecesor: España 1996 | Campeonato Europeo de Balonmano III edición | Sucesor: Croacia 2000 |

- Datos: Q258743